# Aqushela
Aqushela is een overgedimensioneerd stuwmeer in de Abergele woreda van Tigray in Ethiopië. De aarden dam werd gebouwd in 1999 door de Relief Society of Tigray.

## Eigenschappen van de dam
- Hoogte: 11,5 meter
- Lengte: 456 meter
- Breedte van de overloop: 16 meter

## Capaciteit
- Oorspronkelijke capaciteit: 810 000 m³
- Ruimte voor sedimentopslag: 121 500 m³
- Oppervlakte: 20,5 ha

Dit zijn de gegevens van het plan. In werkelijkheid is de afstroming uit het bekken onvoldoende om het reservoir te vullen, zodat het enkel dient als drinkplaats voor het vee.

## Irrigatie
- Gepland irrigatiegebied: 50 ha
- Effectief irrigatiegebied in 2002: 0 ha

## Omgeving
Het stroomgebied van het reservoir is 13,5 km² groot. De metamorfe gesteenten in het bekken behoren tot de Precambrische sokkel. Meest voorkomende bodemtypes zijn Calcisol, Cambisol, Leptosol, met Fluvisol en Vertisol in de valleibodems.